# Elvis Aron Presley
Elvis Aron Presley — бокс-сет американского музыканта Элвиса Пресли, выпущенный в августе 1980 года на лейбле RCA Records. Бокс-сет включает 4 CD-диска, на которых собраны записи известных «живых» концертов, а также несколько редких, ранее невыпущенных песен. Бокс-сет оформлен рисунками и содержит 35-страничный цветной буклет с фотографиями. Его номер в музыкальном каталоге — 0786367455-2. Бокс-сет Elvis Aron Presley был выпущен ко дню 25-й годовщины со дня подписания Элвисом Пресли договора со звукозаписывающей компаний RCA Records в ноябре 1955 года.

## Об альбоме
Бокс-сет Elvis Aron Presley (иногда называемый «Серебряным бокс-сетом») включает четыре компакт-диска, содержание которых охватывает двадцатилетнюю музыкальную карьеру самой большой поп-звезды Америки.
Другие антологии этой серии: бокс-сет A Golden Celebration (1998), ориентированный на пятидесятые годы музыкальной карьеры Пресли (в частности телевизионные концерты 50-х), а также коллекционное издание Platinum: A Life In Music (1997), в которое вошли различные альтернативные треки и репетиционные записи.
CD 1 бокс-сета Elvis Aron Presley содержит записи двух известных концертов музыканта в начале его карьеры. Первый — концерт в отеле-казино «New Frontier Hotel», где в 1956 году музыкант дал свой первый концерт в Вегасе. Второй — концерт-бенефис 1961 года, прошедший в «USS Arizona Memorial» (Гонолулу, Гавайи).
CD 2 содержит «золотую коллекцию» песен из художественных фильмов, в которых принимал участие музыкант (см. Фильмография Элвиса Пресли). В основном это песни из фильмов «Следуй за мечтой», «Солдатский блюз» и «Дикарь». Одни из самых примечательных записей находятся на третьем диске, где представлены четыре прекрасных сольных исполнения Пресли на фортепьяно («It’s Still Here», «I’ll Take You Home Again, Kathleen»).
CD 4 представляет коллекцию концертных записей 1975 года из 5 разных концертов. 23 песни, включая одно музыкальное попурри — эта великолепная коллекция, в которой особенно стоит выделить версию «живого» исполнения песни «T-R-O-U-B-L-E» ранее не исполняемой музыкантом на концертной сцене. Хорошая музыкальная подборка с лучшим качеством записи делает этот коллекционный CD одним из лучших в медиабиблиотеке заинтересованного слушателя.

## Список композиций

### Диск 1
Ранние «живые» концерты

The «venus Room» отеля-казино «New Frontier Hotel» — Лас Вегас, Невада (24 апреля-6 мая, 1956)
| №  | Название             | Композитор(ы)                                    | Длительность |
| -- | -------------------- | ------------------------------------------------ | ------------ |
| 1. | «Heartbreak Hotel»   | Elvis Presley/Mae Boren Axton/Tommy Durden       | 3:02         |
| 2. | «Long Tall Sally»    | Little Richard/Robert Blackwell/ Enotris Johnson | 4:02         |
| 3. | «Blue Suede Shoes»   | Carl Perkins                                     | 3:32         |
| 4. | «Money Honey»        | Jesse Stone                                      | 2:49         |
| 5. | «An Elvis Monologue» |                                                  | 13:44        |

Концерт-бенефис в «USS Arizona Memorial» — Гонолулу, Гавайи (25 марта, 1961) (на арене Блош, Пёрл-Харбор)
| №   | Название                                  | Композитор(ы)                              | Длительность |
| --- | ----------------------------------------- | ------------------------------------------ | ------------ |
| 6.  | «Introduction»                            | Geoffrey Giuliano/Traditional              | 1:32         |
| 7.  | «Heartbreak Hotel»                        | Elvis Presley/Mae Boren Axton/Tommy Durden | 2:51         |
| 8.  | «All Shook Up»                            | Elvis Presley/Otis Blackwell               | 1:58         |
| 9.  | «(Now and Then There’s) A Fool Such as I» | Bill Trader                                | 2:44         |
| 10. | «I Got a Woman»                           | Ray Charles/Renald Richard                 | 2:48         |
| 11. | «Love Me»                                 | Jerry Leiber/Mike Stoller                  | 2:59         |
| 12. | «Introductions»                           |                                            | 1:26         |
| 13. | «Such a Night»                            | Lincoln Chase                              | 2:32         |
| 14. | «Reconsider Baby»                         | Lowell Fulson                              | 3:46         |
| 15. | «I Need Your Love Tonight»                | Sid Wayne/Bix Reichner                     | 2:07         |
| 16. | «That’s All Right»                        | Crudup, Arthur «Big Boy»                   | 2:20         |
| 17. | «Don’t Be Cruel»                          | Elvis Presley/Otis Blackwell               | 6:32         |
| 18. | «One Night»                               | Dave Bartholomew/Pearl King/Anita Steiman  | 2:48         |
| 19. | «Are You Lonesome Tonight?»               | Roy Turk/Lou Handman                       | 3:15         |
| 20. | «It’s Now or Never»                       | Wally Gold/Aaron Schroeder/Eddie DiCapua   | 2:50         |
| 21. | «Swing Down Sweet Chariot»                | Traditional                                | 2:53         |
| 22. | «Hound Dog»                               | Jerry Leiber/Mike Stoller                  | 3:24         |

### Диск 2
«Золотая коллекция» музыки из фильмов
| №   | Название                                                         | Композитор(ы)                                  | Длительность |
| --- | ---------------------------------------------------------------- | ---------------------------------------------- | ------------ |
| 1.  | «They Remind Me Too Much of You» (альтернативный трек)           | Leith Stevens/Don Robertson                    | 2:41         |
| 2.  | «Tonight Is So Right for Love» (альтернативный треки 3, 4, 7, 8) | Joseph Lilley/Abner Silver/Sid Wayne           | 4:15         |
| 3.  | «Follow That Dream» (альтернативный трек 2)                      | Benjamin Weisman/Fred Wise                     | 1:50         |
| 4.  | «Wild in the Country» (альтернативный трек 16)                   | Luigi Creatore/Hugo Peretti/George David Weiss | 1:49         |
| 5.  | «Datin’» (альтернативный треки 6-8, 11, 12)                      | Fred Wise/Randy Starr                          | 3:13         |
| 6.  | «Shoppin’ Around» (альтернативный треки 3, 5)                    | Roy Bennett/Aaron Schroeder/Sid Tepper         | 3:04         |
| 7.  | «Can’t Help Falling in Love» (альтернативный трек 14)            | Luigi Creatore/Hugo Peretti/George David Weiss | 1:47         |
| 8.  | «A Dog's Life» (альтернативный трек 4-6)                         |                                                | 3:21         |
| 9.  | «I’m Falling in Love Tonight» (альтернативный треки 1-4)         | Leith Stevens/Don Robertson                    | 3:17         |
| 10. | «Thanks to the Rolling Sea» (альтернативный трек 10)             | Bob Roberts/Ruth Batchelor                     | 1:17         |

Телевизионные концерты:
- «Elvis NBC-TV», 3 декабря, 1968
- «Aloha From Hawaii», телекомпания NBC
- 14 января, 1973 (live via satellite) 4 апреля, 1973 (США)
- «Elvis in Concert», телекомпания CBS, 3 октября, 1977

| №   | Название                                          | Композитор(ы)                              | Длительность |
| --- | ------------------------------------------------- | ------------------------------------------ | ------------ |
| 11. | «Jailhouse Rock»                                  | Jerry Leiber/Mike Stoller                  | 2:06         |
| 12. | «Suspicious Minds»                                | Mark James                                 | 4:35         |
| 13. | «Lawdy Miss Clawdy / Baby What You Want Me to Do» | Jimmy Reed/Lloyd Price                     | 4:56         |
| 14. | «Blue Christmas»                                  | Bill Hayes/Jay W. Johnson                  | 2:47         |
| 15. | «You Gave Me a Mountain»                          | Marty Robbins                              | 3:32         |
| 16. | «Welcome to My World»                             | Re Winkler/Johnny Hathcock                 | 2:01         |
| 17. | «Trying to Get to You»                            | Rose Marie McCoy/Charlie Sax Singleton     | 2:12         |
| 18. | «I’ll Remember You»                               | Kui Lee                                    | 2:40         |
| 19. | «My Way»                                          | Paul Anka, Claude Francois, Jacques Revaux | 3:52         |

### Диск 3
В Лас Вегасе:
| №   | Название                                       | Композитор(ы)                                    | Длительность |
| --- | ---------------------------------------------- | ------------------------------------------------ | ------------ |
| 1.  | «Polk Salad Annie»                             | Tony Joe White                                   | 5:37         |
| 2.  | «You’ve Lost That Lovin’ Feelin’»              | Barry Mann/Phil Spector/Cynthia Weil             | 4:16         |
| 3.  | «Sweet Caroline»                               | Neil Diamond                                     | 2:43         |
| 4.  | «Kentucky Rain»                                | Eddie Rabbitt/Dick Heard                         | 3:20         |
| 5.  | «Are You Lonesome Tonight?» (laughing version) | Roy Turk/Lou Handman                             | 2:52         |
| 6.  | «My Babe»                                      | Willie Dixon                                     | 2:37         |
| 7.  | «In the Ghetto»                                | Mac Davis                                        | 2:38         |
| 8.  | «An American Trilogy»                          | Mickey Newbury                                   | 4:40         |
| 9.  | «Little Sister / Get Back»                     | John Lennon/Paul McCartney/Mort Shuman/Doc Pomus | 3:13         |
| 10. | «Yesterday»                                    | John Lennon/Paul McCartney                       | 2:28         |
| 11. | «I'm Leavin'»                                  | Sonny Charles / Michael Jarrett                  | 3:50         |
| 12. | «The First Time Ever I Saw Your Face»          | Ewan MacColl                                     | 3:43         |
| 13. | «Hi-Heel Sneakers»                             |                                                  | 2:47         |
| 14. | «Softly, As I Leave You»                       | Giorgio Calabrese / Hal Shaper / Antonio de Vita | 3:00         |
| 15. | «Unchained Melody»                             | Alex North / Hy Zaret                            | 3:29         |
| 16. | «Fool»                                         | James Last / Carl Sigman                         | 2:37         |
| 17. | «Rags to Riches»                               | Richard Adler / Jerry Ross                       | 1:55         |
| 18. | «It's Only Love»                               | Mark James / Steve Tyrell                        | 2:43         |
| 19. | «America the Beautiful»                        | Katherine Lee Bates / Samuel A. Ward             | 2:19         |
| 20. | «It's Still Here»                              | Ivory Joe Hunter                                 | 3:56         |
| 21. | «I'll Take You Home Again, Kathleen»           | Traditional / Thomas Westendorf                  | 2:29         |
| 22. | «Beyond the Reef»                              | Jack Pitman                                      | 3:09         |
| 23. | «I Will Be True»                               | Ivory Joe Hunter                                 | 2:36         |

Последние синглы:
| №   | Название                              | Композитор(ы)                               | Длительность |
| --- | ------------------------------------- | ------------------------------------------- | ------------ |
| 10. | «I’m Leavin’»                         | Sonny Charles/Michael Jarrett               | 3:50         |
| 11. | «The First Time Ever I Saw Your Face» | Ewan MacColl                                | 3:43         |
| 12. | «Hi-Heel Sneakers» (версия сингла)    | Robert Higginbotham                         | 2:47         |
| 13. | «Softly, As I Leave You»              | Hal Shaper/Giorgio Calabrese/Antonio DeVita | 3:00         |
| 14. | «Unchained Melody»                    | Alex North/Hy Zaret                         | 3:29         |
| 15. | «Fool»                                | Carl Sigman, James Last                     | 2:37         |
| 16. | «Rags to Riches»                      | Richard Adler, Jerry Ross                   | 1:55         |
| 17. | «It’s Only Love»                      | Mark James, Steve Tyrell                    | 2:43         |
| 18. | «America the Beautiful»               | Samuel Augustus Ward/Katherine Lee Bates    | 2:19         |

Сольные выступления на фортепиано:
| №   | Название                             | Композитор(ы)                    | Длительность |
| --- | ------------------------------------ | -------------------------------- | ------------ |
| 19. | «It's Still Here»                    | Ivory Joe Hunter                 | 3:56         |
| 20. | «I'll Take You Home Again, Kathleen» | Thomas P. Westendorf/Traditional | 2:29         |
| 21. | «Beyond the Reef»                    | Jack Pitman                      | 3:09         |
| 22. | «I Will Be True»                     | Ivory Joe Hunter                 | 2:36         |

### Диск 4
Концертные годы — часть 1

«Elvis in Concert» 1975
| №  | Название                                                                    | Композитор(ы)                                      | Длительность |
| -- | --------------------------------------------------------------------------- | -------------------------------------------------- | ------------ |
| 1. | «Also Sprach Zarathurstra» (тема из фильма «Космическая одиссея 2001 года») | Richard Strauss/Общественное достояние             | 3:56         |
| 2. | «See See Rider»                                                             | Traditional                                        | 3:03         |
| 3. | «I Got a Woman / Amen»                                                      | Ray Charles/Richard Renald                         | 5:32         |
| 4. | «Love Me»                                                                   | Jerry Leiber/Mike Stoller                          | 2:47         |
| 5. | «If You Love Me (Let Me Know)»                                              | John Rostill                                       | 2:59         |
| 6. | «Love Me Tender»                                                            | Elvis Presley/Vera Matson                          | 2:29         |
| 7. | «All Shook Up»                                                              | Elvis Presley/Otis Blackwell                       | 1:04         |
| 8. | «(Let Me Be Your) Teddy Bear / Don’t Be Cruel» (попурри)                    | Elvis Presley/Otis Blackwell/ Bernie Lowe/Kal Mann | 1:48         |

Концертные годы — часть 2 (заключение)

«Elvis in Concert» 1975
| №   | Название                              | Композитор(ы)                                  | Длительность |
| --- | ------------------------------------- | ---------------------------------------------- | ------------ |
| 9.  | «Hound Dog»                           | Jerry Leiber/Mike Stoller                      | 2:09         |
| 10. | «The Wonder of You»                   | Baker Knight                                   | 2:17         |
| 11. | «Burning Love»                        | Dennis Linde                                   | 2:57         |
| 12. | «Introductions»                       |                                                | 3:09         |
| 13. | «Johnny B. Goode»                     | Chuck Berry                                    | 0:53         |
| 14. | «Introductions/Long Live Rock & Roll» | J. Colyer                                      | 2:02         |
| 15. | «T-R-O-U-B-L-E»                       | Jerry Chesnut                                  | 3:40         |
| 16. | «Why Me Lord?»                        | Kris Kristofferson                             | 2:46         |
| 17. | «How Great Thou Art»                  | Stuart K. Hine                                 | 4:35         |
| 18. | «Let Me Be There»                     | John Rostill                                   | 3:51         |
| 19. | «An American Trilogy»                 | Mickey Newbury                                 | 4:46         |
| 20. | «Funny How Time Slips Away»           | Willie Nelson                                  | 3:23         |
| 21. | «Little Darlin’»                      | Maurice Williams                               | 2:23         |
| 22. | «Medley: Mystery Train / Tiger Man»   | Lewis/Junior Parker/Phillips/Lewis Burns       | 2:29         |
| 23. | «Can’t Help Falling in Love»          | Luigi Creatore/Hugo Peretti/George David Weiss | 1:41         |
| 24. | «Closing Vamp»                        | Elvis Presley                                  | 0:46         |

## Участники записи
- Элвис Пресли — вокал, гитара, фортепиано
- The Jordanaires — бэк-вокалы
- The Mello Men — бэк-вокалы
- Кэти Вестморленд — бэк-вокал
- The Sweet Inspirations — бэк-вокалы
- Шеррилл Нилсен — бэк-вокал
- The Imperials Quartet — бэк-вокалы
- The Nashville Edition — бэк-вокалы